# Kemija u industriji
Kemija u industriji (KUI, međ. kratica Kem. Ind.) je hrvatski znanstveno-stručni časopis. Izdavač časopisa je Hrvatsko društvo kemijskih inženjera i tehnologa (HDKI) čije je službeno glasilo HDKI-ja, a također je službeno glasilo Hrvatskoga kemijskog društva (HKD). Glasilo je kemičara, kemijskih inženjera i tehnologa. Osnovan je 1952. godine. List koji mu je prethodio je bilten Pregled tehničke literature i dokumentacije iz 1951. godine, a koji je i danas tiskani prilog u rubrici istog imena u Kemiji u industriji. KUI objavljuje znanstvene i stručne radove, ali i mišljenja i komentare, prikaze i priopćenja iz prakse te priloge u raznim rubrikama, sve iz područja kemije i kemijskog inženjerstva, posebno pridajući važnost hrvatskoj kemijskoj i kemijsko-inženjerskoj nomenklaturi i terminologiji. Referira ga se u bazi Web of Science i mnogim drugim podatkovnim bazama. ISSN:  0022-9830. EISSN: 1334-9090. DOI: https://doi.org/10.15255/KUI. UDK: 66:54(05). CODEN: KJUIAR. Učestalost: 12.

## Vanjske poveznice
- Glavni urednici
- Metrički pokazatelji
- Kemija u industriji Hrvatska tehnička enciklopedija, portal hrvatske tehničke baštine. LZMK